# Sex-вампир в России
«Sex-вампир в России» — российский эротический фильм 1996 года, автор сценария и исполнитель главной роли — Михаил Мамаев.
По определению киноведа Александра Фёдорова: низкобюджетный эротический фильм в жанре soft-porno.

## Сюжет
Вампир, пьющий не кровь, а похоть, работает в Москве преуспевающим фотографом, индуцирющим сексуальную энергию на красивых девушек-моделей.

## В ролях
Михаил Мамаев, Софья Жемчугова, Юлия Кулакова, Евгения Ивашина, Анна Махова, Алексей Боярко, Ж. Фартевский, Н. Лунина.

## Дополнительно
В главной роли — известный актёр Михаил Мамаев, он до этого уже снимался в эротических фильмах «Маркиз де Сад» и сериале «Дневники Красной туфельки» (серия «Carried Away», 1996). Он же написал сценарий к фильму, используя свой литературный опыт, как позже говорил в интервью, по сценарию к фильму писал мистический роман «Сексвампир».

## Критика
Фильм относится к снимавшейся в 1990-е годы полулегальной эротике «разной степени тяжести».

Вот и такие фильмы попадают в русские прокатные пункты. Кроме чисто технических признаков, ничто не выделяет эту ленту за какое-нибудь подобие кино. А между тем в ней есть и постановщики, и сюжет, и исполнители, и операторы, и монтажеры. А все же это типичная порнуха. Она, разумеется, не имеет никакого отношения к искусству кино.— журнал «Вестник»

Вот и в России появилась лента, построенная на оторванном от бытовых проблем законам soft-porno: минимум диалогов, максимум обнаженной натуры в разнообразных ракурсах… Впрочем, слабые рудименты претензии на нечто большее, чем незамысловатое эротическое развлечение в фильме под интригующим названием «Секс-вампир в России» остались.— киновед Александр Фёдоров